# Georgia Brock
Pour les articles homonymes, voir Brock.
Pas d'image ? Cliquez ici

a Compétitions nationales et continentales officielles uniquement.

b Matchs officiels uniquement.
Georgia Brock, née le 19 avril 2001 à Bedford (Angleterre), est une joueuse internationale anglaise de rugby à XV. Elle évolue au poste de troisième ligne aile au Gloucester-Hartpury RFC.

## Biographie
Née le 19 avril 2001 à Bedford en Angleterre, Georgia Brock débute la pratique du rugby à XV à l'âge de six ans au Olney RFC. Elle joue avec la sélection des Midlands dans les catégories des moins de 15 puis moins de 18 ans. Encore lycéenne, elle rejoint le Hartpury College où elle passe son A-level (équivalent du baccalauréat britannique). L'année suivante, elle intègre l'effectif professionnel du Gloucester-Hartpury RFC.
En 2023, elle remporte le championnat universitaire avec Hartpury sous la direction de Natasha Hunt, puis la Premiership avec les Cherry and White.
À l'issue de la saison 2023-2024, elle est de nouveau sacrée championne d'Angleterre avec son club.
Elle devient internationale anglaise le 14 septembre 2024 à Twickenham contre les Black Ferns.

## Palmarès

### En club et universitaire
- Vainqueur du Championnat universitaire du Royaume-Uni en 2023.
- Vainqueur du Championnat d'Angleterre en 2023 et 2024.

### En équipe nationale
- Vainqueur du WXV en 2024.